# Terms of Trade

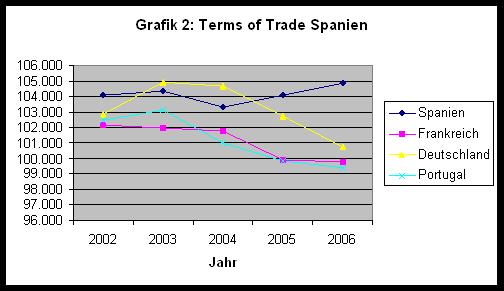
Reales Austauschverhältnis vier ausgewählter europäischer Länder.

Terms of Trade (deutsch reales Austauschverhältnis, Einfuhrtauschverhältnis oder internationales Tauschverhältnis, abgekürzt TOT) ist der Anglizismus für die volkswirtschaftliche Kennzahl des Verhältnisses zwischen Exportgutpreisniveau und Importgutpreisniveau eines Staates oder einer Staatengemeinschaft.

## Begriffsgeschichte
Wem die Begriffsprägung (englisch terms of trade) zugeschrieben werden kann, ist umstritten. Der Begriff wurde wohl geprägt von dem US-amerikanischen Wirtschaftswissenschaftler Alfred Marshall in der 1923 erschienenen Auflage seines erstmals 1890 veröffentlichten Buchs Principles of Economics. Zwar wird auch Frank William Taussig als Vater des Begriffs erwähnt, doch bestätigte dieser 1927, dass der Begriff von Marshall stamme.
Das Konzept wurde jedoch bereits 1844 in England von Robert Torrens und im selben Jahr von John Stuart Mill in seinem (nach seinen Angaben bereits 1829/30 verfassten) Aufsatz entwickelt und systematisiert.
Der englische Begriff terms of trade ist allerdings mehrdeutig, da er auch allgemein für die Geschäftsbedingungen (englisch terms) eines Handelsgeschäftes (englisch trade) stehen kann.

## Definition
Im einfachsten Fall wird das reale Austauschverhältnis {\displaystyle T} eines Staates durch den Quotienten aus Exportgüterpreisniveau {\displaystyle E} und Importgüterpreisniveau {\displaystyle I} ermittelt:
{\displaystyle T={\frac {E}{I}}}.
Das Standardmodell des Handels leitet aus den Produktionsmöglichkeiten eine relative Weltangebotskurve und aus den Präferenzen eine relative Weltnachfragekurve ab. Der Quotient aus Export- und Importpreisen, also das reale Austauschverhältnis eines Landes, liegt im Schnittpunkt dieser Kurven. Bei ansonsten konstanten Bedingungen führt eine Erhöhung des realen Austauschverhältnisses im Inland zu Wohlfahrtsgewinnen, eine Erniedrigung zu einer Verschlechterung. Die Terms of Trade verbessern sich für einen Staat, wenn der aus den Preisen abgeleitete Exportwert den Importwert übersteigt.
Das reale Austauschverhältnis drückt aus, welche Mengen an Importprodukten ein Land mit Herausgabe einer Mengeneinheit seiner Exportprodukte anschaffen kann. Hierbei muss von den Wechselkursen abgegrenzt werden, die den Preis einer Währung in Preisen einer anderen Währung ausdrücken. Zwischen Gütern stellen die Wechselkurse eine wertmäßige Beziehung her, das reale Austauschverhältnis dagegen eine mengenmäßige Beziehung. Wechselkurse unterliegen teils zusätzlichen Einflüssen und geben die Tauschverhältnisse nicht realistisch wieder.
Zur Bestimmung des für das reale Austauschverhältnis benötigten Import- und Exportgutpreisniveuas wird üblicherweise ein repräsentativer Warenkorb zu Grunde gelegt, da die verschiedenen Güter passend gewichtet in die Bildung des Preisniveaus eingehen sollen. Wenn das Inland für eine Mengeneinheit seines Exportgutes künftig mehr Mengeneinheiten des Importgutes als bisher bekommt, dann verbessert sich sein reales Austauschverhältnis. Anders gesagt, erlebt dann das Inland einen Anstieg der verfügbaren Gütermenge ohne die Veränderung der Faktorausstattung oder der Technologie. Das reale Austauschverhältnis steigt, wenn die Preise der Exportgüter schneller als die der Importgüter steigen oder wenn die inländische Währung aufwertet. Das reale Austauschverhältnis bildet ein Maß für den Nutzen, den ein Land aus dem internationalen Handel zieht.
Die Entwicklung des realen Austauschverhältnisses dient in der Entwicklungstheorie als Indikator für den ökonomischen Wohlstand eines Landes. Verschlechtert sich das reale Austauschverhältnis bei gleichzeitigem Wirtschaftswachstum, spricht man von Verelendungswachstum.
Für jede Volkswirtschaft ist eine Verbesserung des realen Austauschverhältnisses vorteilhaft, denn dies bedeutet, dass für eine gegebene Menge von Exportgütern eine größere Menge von Gütern importiert werden kann, die für Konsum und Investition dienen kann.
Die Definition, die Operationalisierung und die Bewertung der erhobenen Daten für das reale Austauschverhältnis sind in der Fachwissenschaft umstritten. So wird z. B. der vor allem in den Entwicklungsländern verbreiteten Theorie der säkularen Verschlechterung der Terms of Trade (Raúl Prebisch) entgegengehalten, dass sie sich nicht trendmäßig, sondern in Wellenbewegungen und insgesamt in nach Raum und Zeit verschiedenem Ausmaß verändern.

## Beispiel
Man nehme an, Deutschland exportiert eine Maschine im Wert von 5.000 Euro nach Polen und kauft dafür 100 kg Kartoffeln für 200 Złoty. Der Wechselkurs sei 1 Euro = 5 Złoty.
{\displaystyle \left({\frac {5000\,{\text{Euro}}}{40\,{\text{Euro}}}}=125\right)\cdot {\frac {100\,{\text{kg Kartoffeln}}}{\text{1 Maschine}}}=12.500\,{\frac {\text{kg Kartoffeln}}{\text{Maschine}}}}.
Deutschland erhält also für eine Maschine 12.500 kg Kartoffeln. Durch Bildung eines passend gewichteten Warenkorbs aus allen exportierten und importierten Waren entsteht aus solchen einzelnen Warentauschverhältnissen das reale Austauschverhältnis.

## Einflussfaktoren
Es stellt sich die Frage, wodurch das reale Austauschverhältnis determiniert wird. Abhängig ist es generell von der Veränderung von Angebot und Nachfrage bei den einzelnen Gütern. Mit der Aufnahme von kontinuierlichen Außenhandelsbeziehungen ist neben statischen bzw. einmaligen Effekten insbesondere von einer dynamischen Wirkung auf die inländische Wirtschaft auszugehen, da die inländischen Anbieter einem höheren Wettbewerbsdruck unterliegen. Das führt zum einen zur Anpassung der Produktionsstrukturen an das durch den Weltmarkt bestimmte Preisverhältnis (Verbesserung der Produktivität und Spezialisierung zugunsten der Exportgüter) und zum anderen schafft es einen Anreiz für Investitionen in Forschung und Entwicklung (technologischer Fortschritt).
Eine Erhöhung der auf dem Weltmarkt angebotenen Menge – beispielsweise durch verbesserte Produktionsbedingungen – führt ceteris paribus zu sinkenden Preisen und damit zu verringerten Exporterlösen. Setzt man voraus, dass die Angebotserhöhung auf dem Weltmarkt besonders häufig bei Rohstoffen und wenig veredelten Gütern auftritt, so trifft dieser negative Einkommenseffekt vor allem wenig entwickelte Volkswirtschaften. Für dieses Phänomen hat der Ökonom Jagdish Bhagwati den Begriff des Verelendungswachstums geprägt.
Lässt man den Einfluss von Wechselkursveränderungen außer Betracht, dann bestimmen sich die realen Austauschverhältnisse vor allem über die Preiselastizitäten der (Export-)Nachfrage für das gehandelte Gut: Eine geringe Preiselastizität der Exportnachfrage bedeutet, „dass die Länder, die dieses Gut nachfragen, nicht auf das Exportgut angewiesen sind und es relativ leicht durch andere Güter substituieren können“. Zudem kann bei einer Preiselastizität geringer als eins der Preisrückgang von einer möglicherweise steigenden Nachfrage nicht kompensiert werden. Durch die Verschlechterung des realen Austauschverhältnisses müsste das exportierende Land bei als konstant angenommenem Importniveau immer mehr exportieren, solange der Preisverfall anhält. Als mögliche Gegenstrategie kann das Land versuchen, seine Importnachfrage zu reduzieren, etwa indem es die Güter selbst herstellt (Strategie der Importsubstitution). Im umgekehrten Fall können Länder, die Güter mit hohen Preiselastizitäten anbieten, über höhere Preise ihr reales Austauschverhältnis verbessern.
Unter der Annahme, dass die Daten des allgemeinen Gleichgewichts eines wachsenden Landes wie Faktorausstattung, Bedürfnisstruktur usw. unverändert bleiben, lässt sich die Wirkung der Handelspolitik, insbesondere zollpolitischer Maßnahmen, auf das reale Austauschverhältnis analysieren. Das Land erhebt Zoll, damit weniger Güter aus dem Ausland importiert werden und die inländische Produktion steigt (sogenannter Produktionseffekt). Durch den Importzoll unterscheidet sich der Inlands- vom Weltmarktpreis des Importgutes um die Höhe des Zolls. Der höhere inländische Preis führt über eine sinkende Nachfrage (Handelseffekt) in der Folge zu einer Verbilligung des Gutes für das Ausland, was ceteris paribus bei Nichtberücksichtigung des Exportsektors das reale Austauschverhältnis für das Inland verbessert (sinkendes Importniveau). Dieser Effekt wird auch als „Terms-of-Trade-Argument“ für einen Zoll genannt.
Einfluss auf das reale Austauschverhältnis haben auch staatliche Subventionen zur Förderung inländischer importkonkurrierender Industrien. Diese können direkt auf die Menge bzw. den Wert der gesamten Produktion oder nur auf den exportierten Teil gewährt werden. Denkbar sind auch indirekte Formen, etwa Steuererleichterungen. Zum gleichen (inländischen) Preis kann folglich eine größere Menge angeboten und exportiert werden (Produktionseffekt). Bei entsprechenden Preiselastizitäten (> 1) der Güter führt das größere Angebot – trotz sinkendem Preis – zu einer höheren Auslandsnachfrage und höheren Exporterlösen.
Unter der Annahme, dass die Handelspolitik eines wachsenden Landes unverändert bleibt, lassen sich die Einflüsse der Datenänderung analysieren. Wirtschaftliches Wachstum des Landes führt zur Erhöhung des Sozialproduktes und des Volkseinkommens. Dies bedingt einen Konsumeffekt (Steigerung der Gesamtnachfrage nach Importgütern) sowie einen Produktionseffekt (Erhöhung des Angebots an Exportgütern). Daraus ergibt sich eine Steigerung der Gesamtnachfrage nach Importgütern und des Gesamtangebots an Exportgütern. Für das Inland ergibt sich dadurch eine Senkung (Verschlechterung) des realen Austauschverhältnisses.
Wirtschaftliches Wachstum (als Datenänderung) {\displaystyle \rightarrow } Konsumeffekte und Produktionseffekte {\displaystyle \rightarrow } Erhöhung von Importnachfrage und Exportangebot {\displaystyle \rightarrow } Verschlechterung des realen Austauschverhältnisses.

## Varianten

### Warenaustauschverhältnis
Das Konzept des Warenaustauschverhältnisses  (englisch commodity terms of trade, oft auch verkürzt terms of trade) betrachtet den Quotienten aus Export- und Importgüterpreisindex.
{\displaystyle T={\frac {p^{\text{ex}}}{p^{\text{im}}}}}.
Da dieses Modell weitere den Wohlstand des Inlands bestimmende Effekte unberücksichtigt lässt, ist die Aussagekraft bezüglich der Entwicklung der Vorteilhaftigkeit des Handels beschränkt: So hat ein Rückgang des Warenaustauschverhältnisses nicht immer eine Verschlechterung der Wohlfahrt des Landes zur Folge: Falls die Preissenkung für das Exportgut unterhalb der Produktivitätszunahme (technischer Fortschritt, Anstieg der Faktorproduktivität) liegt, können in Summe höhere Exporterlöse erzielt werden.

### Einkommensaustauschverhältnis
Das Einkommensaustauschverhältnis (englisch income terms of trade) erweitert das Warenaustauschverhältnis um den Mengenindex der Exportgüter. Errechnet werden sie durch die Division der Exporterlöse mit den Importpreisen.
{\displaystyle T={\frac {p^{\text{ex}}\cdot q^{\text{ex}}}{p^{\text{im}}}}}.
Mit dem Einkommensaustauschverhältnis können Wohlstand und Wettbewerbsfähigkeit eines Landes besser als mit dem Warenaustauschverhältnis beurteilt werden.
Aus dem Zeitverlauf dieses Indexes ist erkennbar, ob die Importmenge als Gegengröße zum Export zu- oder abgenommen hat, ob das Land also mehr oder weniger Mengeneinheiten eines Importgutes erhält.

### Einfache Faktoraustauschverhältnisse
Das Konzept der Einfachen Faktoraustauschverhältnisse (englisch single factoral terms of trade) berücksichtigt die Produktivitätsveränderungen im in- und ausländischen Exportsektor. Wenn die Produktivität im inländischen Exportsektor steigt, dann steigt auch die Menge der importierten Güter, die mit einer im Exportsektor geleisteten Arbeitsstunde erworben werden kann.

### Doppelte Faktoraustauschverhältnisse
Das doppelte Faktoraustauschverhältnis  (englisch double factoral terms of trade) berücksichtigt auch Produktionsfortschritte im Importsektor wie z. B. einfache Faktoraustauschverhältnisse. Zudem spielt die Veränderung der relativen Wettbewerbsposition eines Landes eine Rolle.

## Einfluss von internationalem Transfer
Der internationale Transfer ist die Verlagerung von Kaufkraft von einem Land in ein anderes. Übersteigt dadurch die inländische Nachfrage nach dem Importgut das Angebot, so verschlechtert sich das reale Austauschverhältnis; ist die Nachfrage geringer als das Angebot, verbessert es sich.

### Beispiel 1
Das Inland {\displaystyle A} nimmt eine Transferzahlung {\displaystyle Y} an das Ausland {\displaystyle B} vor.
- Im Inland A sinkt das Einkommen um {\displaystyle Y} und die Importe fallen um {\displaystyle a\cdot Y}.
- Im Ausland B steigt das Einkommen um {\displaystyle Y} und die Importe wachsen um {\displaystyle b\cdot Y}.

Da Export (A) = Import (B).
- 1. Fall: {\displaystyle a\cdot Y+b\cdot Y>Y\Rightarrow (a+b)>1}: Verbesserung der Terms of Trade.
- 2. Fall: {\displaystyle a\cdot Y+b\cdot Y<Y\Rightarrow (a+b)<1}: Verschlechterung der Terms of Trade.
- 3. Fall: {\displaystyle a\cdot Y+b\cdot Y=Y\Rightarrow (a+b)=1}: Die Terms of Trade ändern sich nicht.

### Beispiel 2
Ein Land ist auf Export von Öl angewiesen. Wenn der Ölpreis steigt, dann kann sich das Land für die gleiche Menge exportierten Öls eine größere Menge Importgüter leisten (Wohlfahrtsanstieg).

## Einfluss von Wechselkursveränderungen
Wird die inländische Währung aufgewertet, dann sinken in der Inlandswährung die Importpreise. Im Gegenzug steigen die Exportpreise in der Auslandswährung. Die Auswirkung auf das reale Austauschverhältnis ist von Fall zu Fall verschieden.
Betrachtet wird ein kleines Land mit konstanten Produktionsbedingungen. Führen die Exporteure ein Gut in der Auslandswährung billiger als der Angebotspreis ein, dann wird der Exportpreis sinken. Der Importpreis in Auslandswährung wird unverändert bleiben. Die Nachfrage im Inland für ausländische Güter geht zurück, und das reale Austauschverhältnis verschlechtert sich. Das heißt, die Exporttätigkeit eines Landes muss gesteigert und die Importtätigkeit muss einschränkt werden, um ein Leistungsbilanzsaldo zu erhalten.
Eine Abwertung (Aufwertung) wird das Austauschverhältnis immer dann verbessern (verschlechtern), wenn das Produkt aus den Elastizitäten der Nachfrage des Inlandes nach Importgütern und der Nachfrage des Auslandes nach inländischen Exportgütern größer ist als das Produkt aus den Elastizitäten des Export-/Importangebotes.

### Beispiel
Betrachtet seien zwei unterschiedliche Länder: Deutschland (Währung Euro) und ein Entwicklungsland (angenommene Währung Dollar). Deutschland exportiert in diesem Fall eine Lokomotive und importiert Kaffee. Wertet der Dollar gegenüber dem Euro ab, so wird das reale Austauschverhältnis „Kaffee gegen Lokomotive“ für das Entwicklungsland ungünstiger.
Angenommen, der Sack Kaffee kostet 5 Dollar und die Lokomotive kostet 100.000 €. Ist ein Euro 1,2 Dollar wert, so ergibt sich
{\displaystyle 100.000\,\mathrm {\euro} =120.000\,\$=24.000{\text{ Sack Kaffee}}}.
Das reale Austauschverhältnis ist somit 24.000 Sack Kaffee für eine Lokomotive. Wertet der Dollar nun gegenüber dem Euro ab, so dass ein Euro 1,5 Dollar wert ist, so ergibt sich
{\displaystyle 100.000\,\mathrm {\euro} =150.000\,\$=30.000{\text{ Sack Kaffee}}}.
Für eine Lokomotive werden nunmehr 30.000 Sack Kaffee benötigt.